# Острово (Брестская область)
О́строво (бел. Вострава) — деревня в Кобринском районе Брестской области Белоруссии. Входит в состав Тевельского сельсовета.
По данным на 1 января 2016 года население составило 87 человек в 37 домохозяйствах.

## География
Деревня расположена в 13 км к северо-западу от города Кобрин, 9 км от станции Тевли и в 64 км к востоку от Бреста.
На 2012 год площадь населённого пункта составила 1,22 км² (122 га).

## История
Упоминается в 1563 г. как село Станки. В 1712 г. деревня в Черевачицком ключе Кобринской экономии ВКЛ. Различные владельцы имели в деревне по 2 или 4 волоки земли. С 1795 г. в составе Российской империи, в Кобринском уезде, с 1801 г. Гродненской губернии.
В имении Остров (Острово), возле деревни, жил один из руководителей восстания 1863-1864 гг. Ромуальд Траугутт После наказания Травгута в августе 1864 г. поместье изъято. В 1890 г. поместье, 694,5 десятины земли находились во владении Л.Новомейского; в деревне — 420,75 десятины земли. 
В 1897 г. деревня, 36 дворов, 283 жителей, хлебозапасный магазин; имение, 36 жителей. В 1905 г. в деревне 412 жителей, в имении 41. 
С 1921 г. в составе Польши, в Стриговской гмине Кобринского повета Полесского воеводства, деревня, 36 домов, 200 жителей, и деревня, 1 дом. 
С 1939 г. в БССР, с 15.1.1940 г. в Кобринском районе Брестской области, с 12.10.1940 г. в Стриговском, с 11.8.1959 г. в Тэвельским сельсоветах. 
В 1940 году Острово — хутор, 52 двора, 338 жителей; бывший фольварк, 5 дворов, 40 жителей. 
На 1999 г. деревня, 57 дворов, 125 жителей, в составе колхоза имени Димитрова; 2009 год — 97 человек; 2016 год — 37 хозяйств, 87 человек; 2019 год — 68 человек.